# Mouriri chamissoana
Mouriri chamissoana är en tvåhjärtbladig växtart som beskrevs av Célestin Alfred Cogniaux. Mouriri chamissoana ingår i släktet Mouriri och familjen Melastomataceae. Inga underarter finns listade i Catalogue of Life.